# Behzad Gha’edi
Behzad Gha’edi Barde (pers. بهزاد قائدی برده; ur. 17 października 1956) – irański bokser, olimpijczyk.
Wystartował w wadze piórkowej na Letnich Igrzyskach Olimpijskich 1976. W pierwszych dwóch rundach zawodów miał wolny los. W pojedynku o ćwierćfinał zmierzył się z reprezentantem NRD Richardem Nowakowskim. W trzeciej rundzie tego pojedynku Irańczyk nie był już w stanie dokończyć walki, a co za tym idzie sędzia ogłosił zwycięzcą Nowakowskiego (który zdobył później srebrny medal). 
Był najmłodszym irańskim olimpijczykiem na igrzyskach w Montrealu.